# 石龍戰鬥
石龍戰鬥發生於1923年11月12－27日，地點則是在中國粵中。是北洋政府時期內戰之一，交戰兩方為效忠孫中山陸海軍大元帥大本營的粵軍及舊粵軍之陳炯明部，最後，許崇智領導的聯軍獲勝，將本來失陷的石龍攻下。